# Campeonato de España de Ciclismo en Ruta

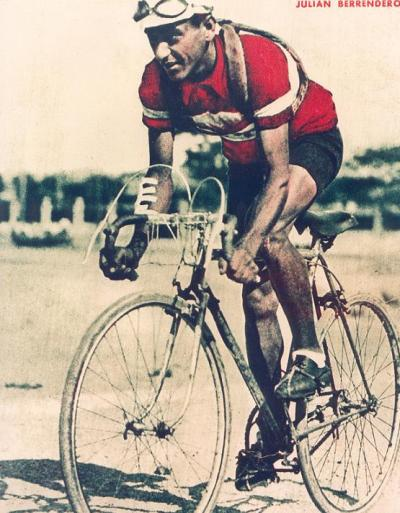
Julián Berrendero tres veces campeón de España

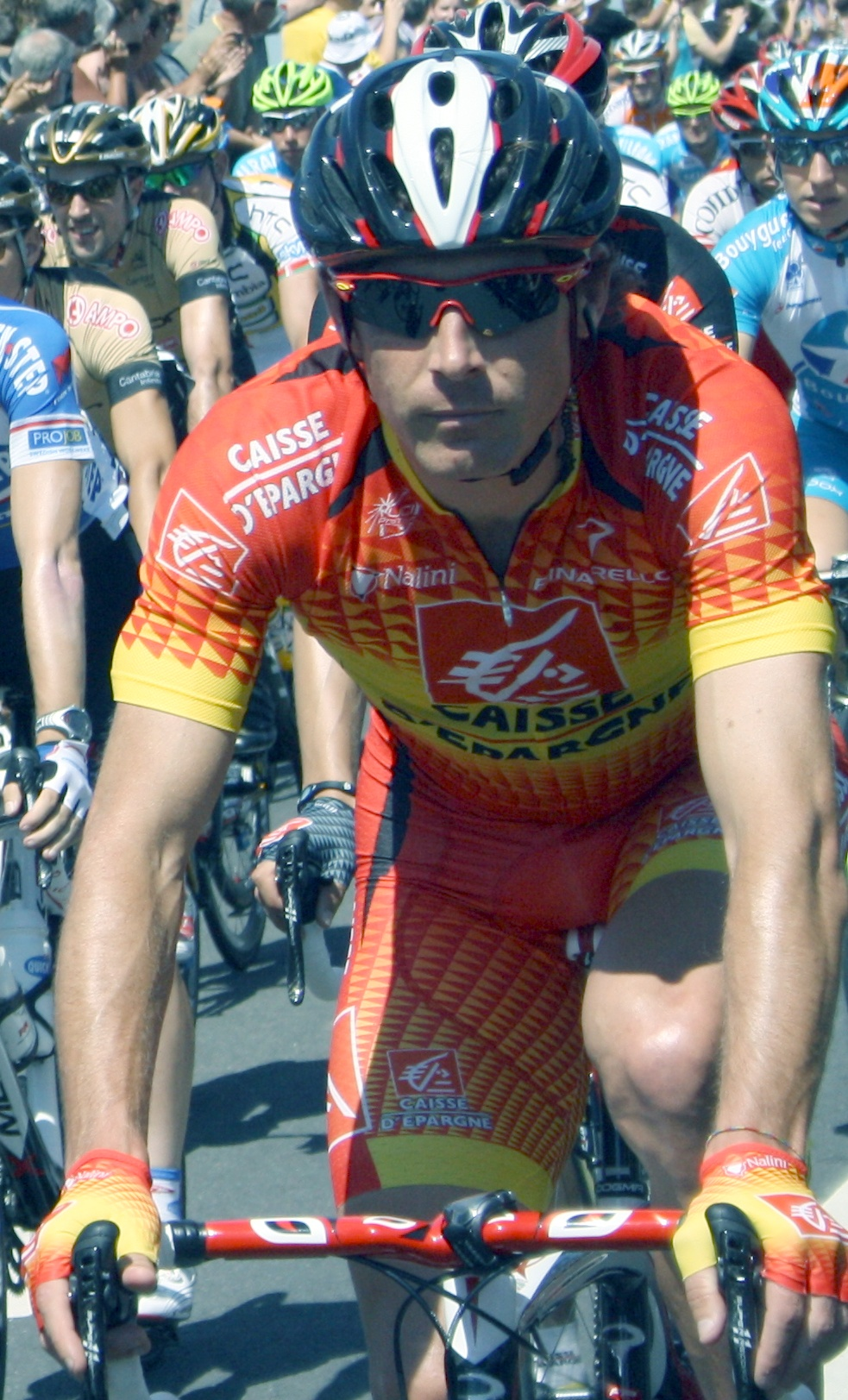
José Iván Gutiérrez Campeón de España en 2001 y en 2010.

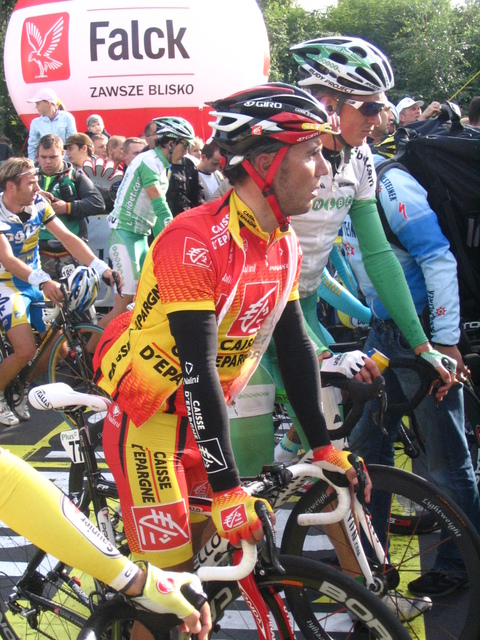
Joaquim Rodríguez como Campeón de España 2007.

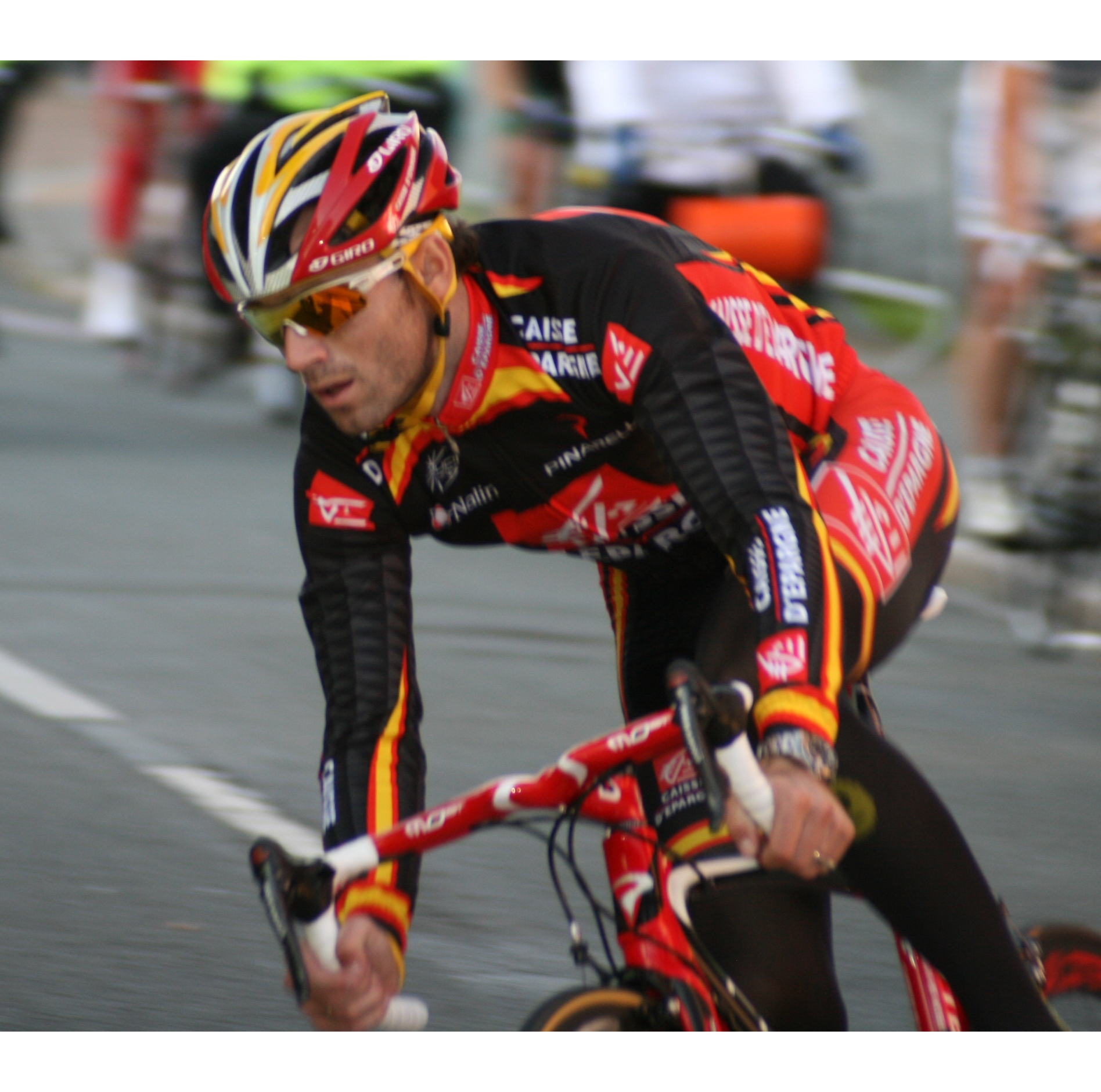
Alejandro Valverde con el maillot de Campeón de España, en 2008, con la bandera en el cuello y en las mangas.

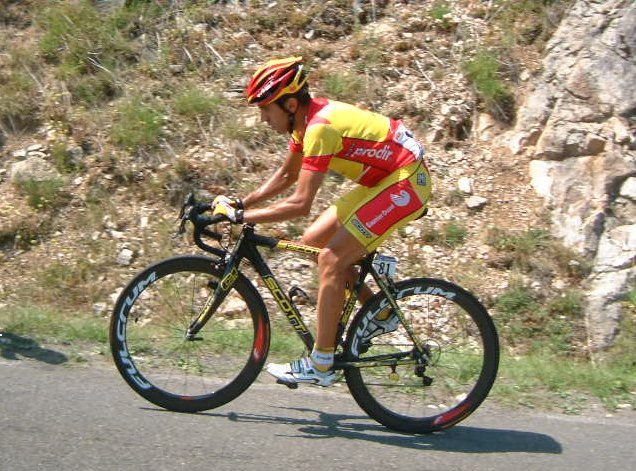
Juanma Gárate con el maillot de campeón de España.

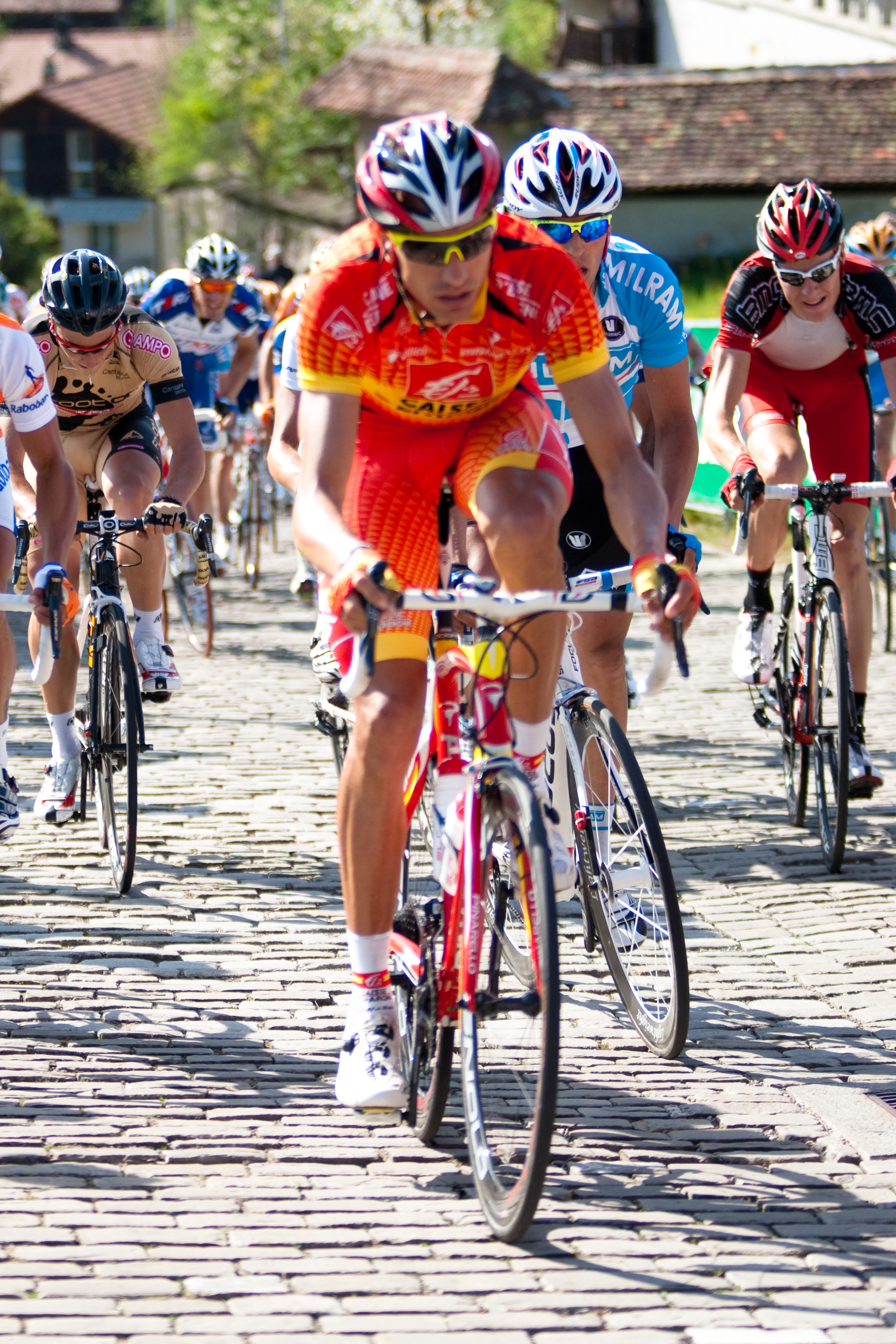
Rubén Plaza como campeón de España, en 2009.

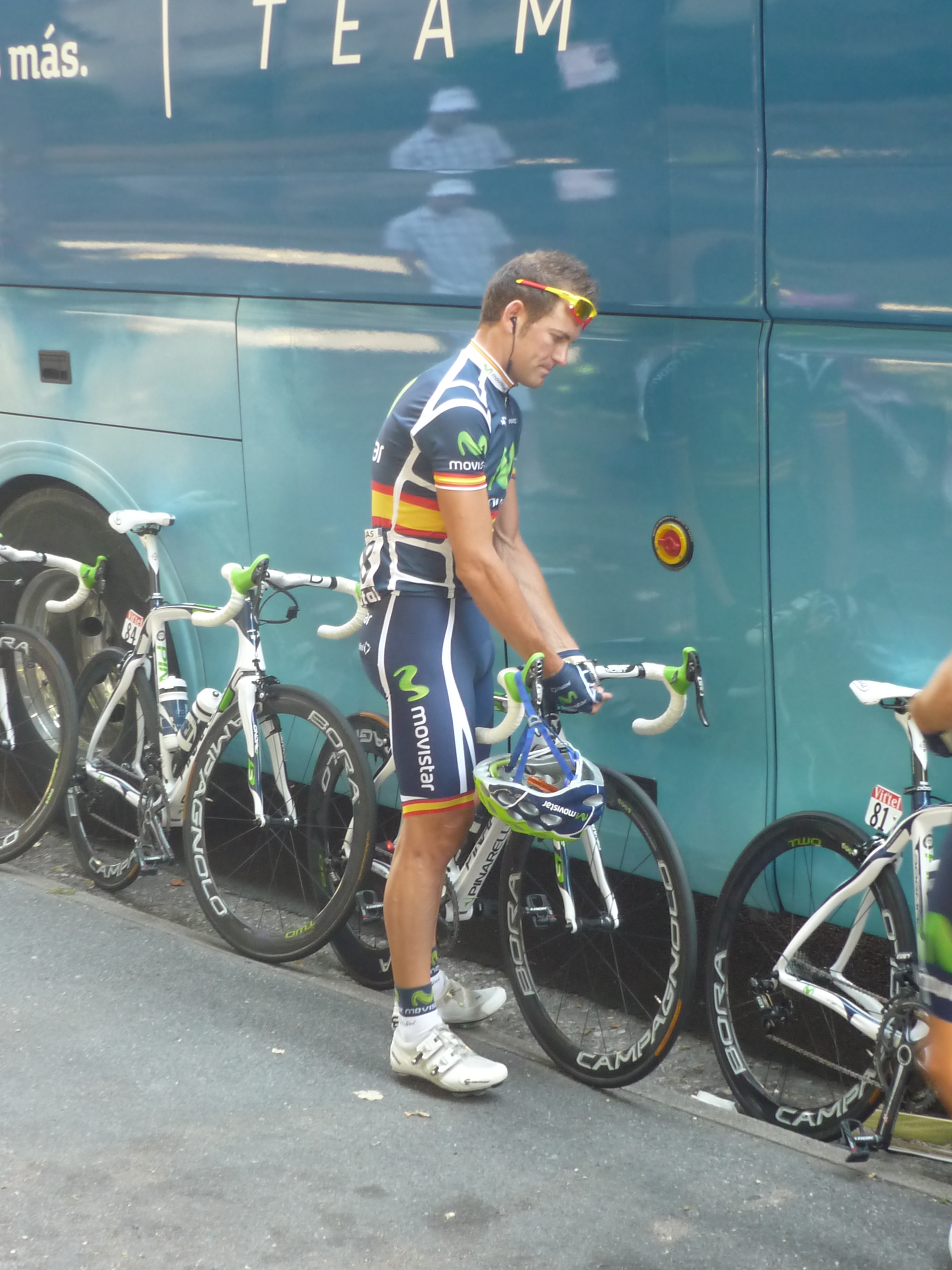
José Joaquín Rojas como campeón de España, en 2011.

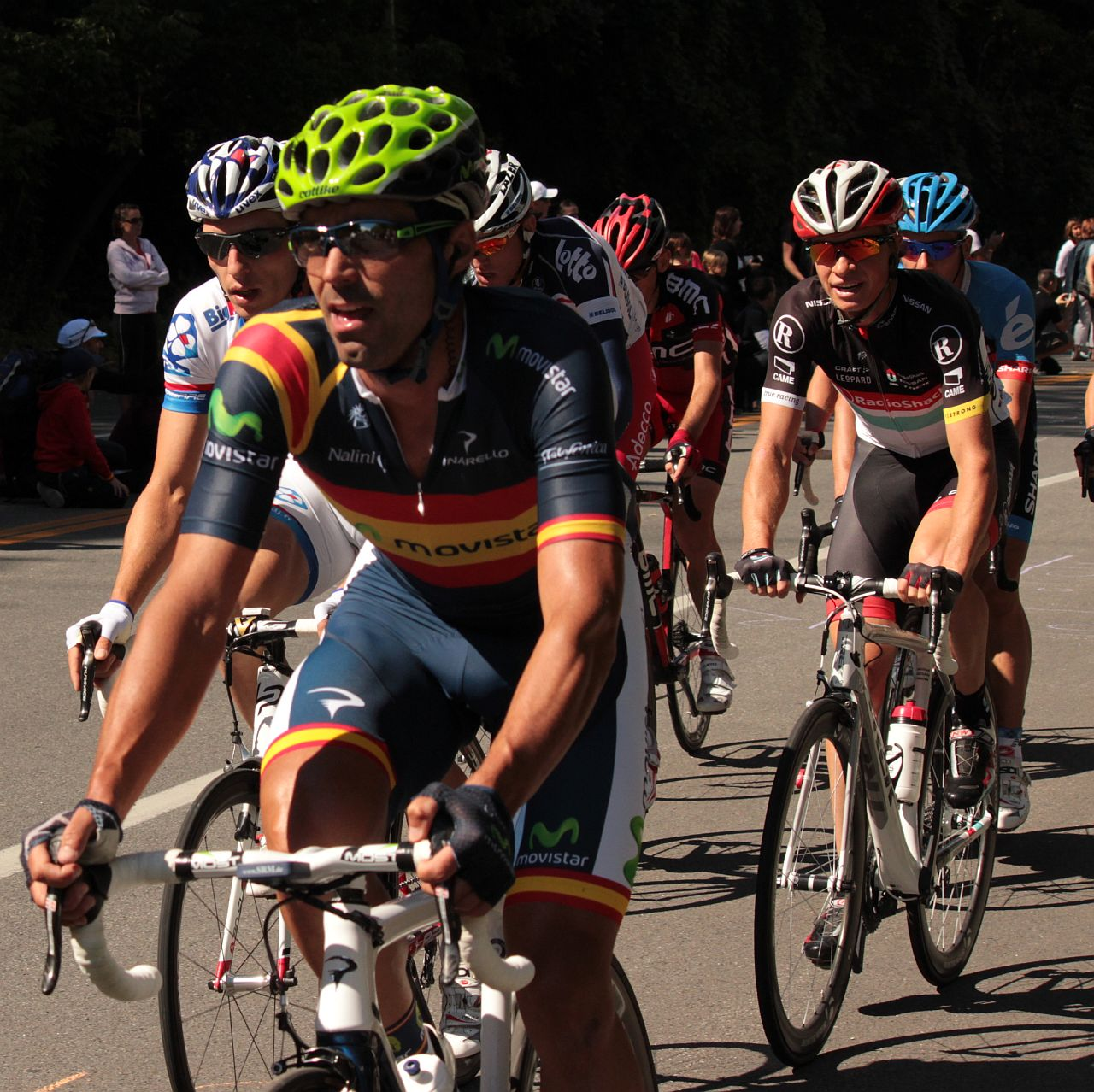
Francisco Ventoso como campeón de España, en 2012.

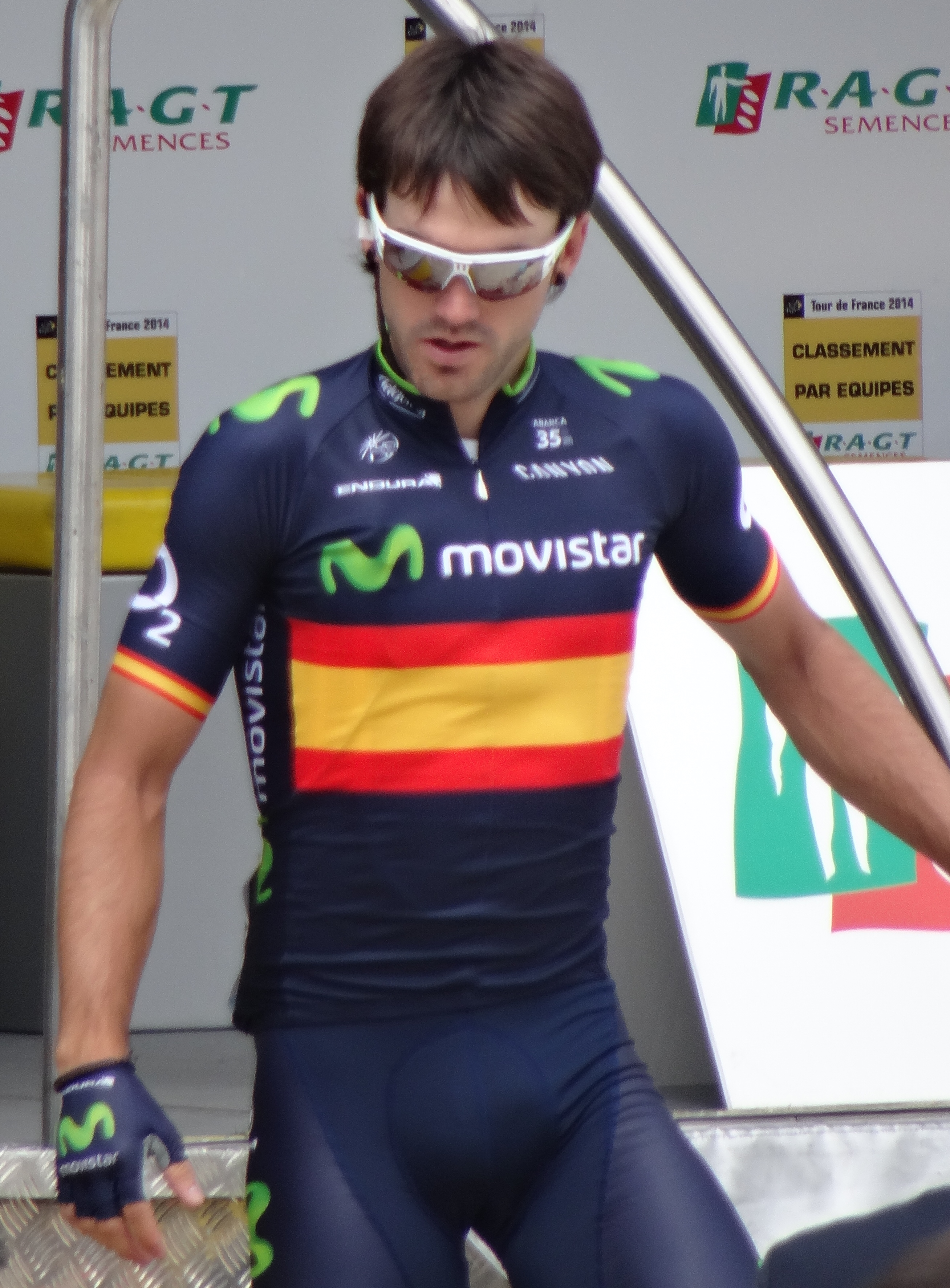
Ion Izagirre campeón de España en 2014.

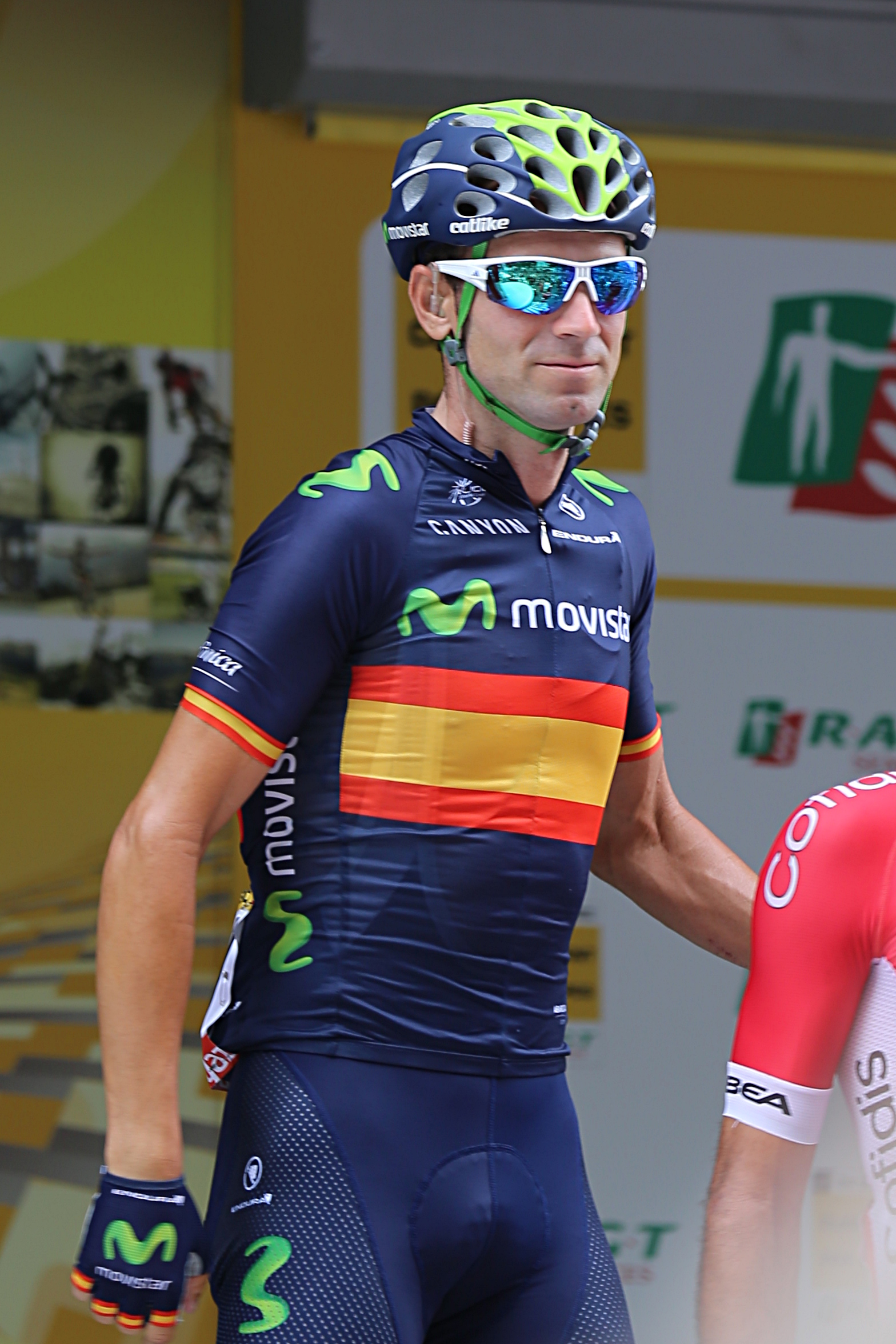
Alejandro Valverde campeón de España en 2008, 2015 y 2019.

Los Campeonatos de España de Ciclismo en Ruta se organizan anualmente desde el año 1902 (aunque la primera edición fue en 1897) para determinar el campeón  y campeona ciclista de España de cada año. 
El título se otorga al vencedor (o vencedora) de una única carrera que obtiene el derecho a portar un maillot con los colores de la bandera española hasta el Campeonato del año siguiente.
La competición de 1937 no se disputó a causa de la Guerra Civil y la de 2006, a causa de un boicot de los ciclistas. En tres periodos (1927-1949, 1958-1961 y 1966-1968) la competición se disputó en formato contrarreloj, aunque el ganador obtenía el título de Campeón de España absoluto, no como en la actualidad donde ambas disciplinas están diferenciadas. 
En 2006, los participantes masculinos se plantaron tras recorrer los primeros tres kilómetros del recorrido como medida de protesta por la reciente Operación Puerto. Juanma Gárate, como vencedor del Campeonato de España anterior, mantuvo su título hasta el año siguiente.
El ciclista con más títulos en su haber es el navarro Mariano Cañardo, con un total de cuatro, más otros cuatro subcampeonatos y un tercer puesto.

## Palmarés

### Competiciones masculinas

#### Profesional
| Edición  | Año       | Ganador                       | Segundo                    | Tercero                                  | Ciudad                   |
| -------- | --------- | ----------------------------- | -------------------------- | ---------------------------------------- | ------------------------ |
| I        | 1897      | José Bento Pessoa             | Juan Sugranes              | Clemente Fabián                          | Ávila                    |
| --       | 1898-1902 | No celebrado                  | No celebrado               | No celebrado                             | No celebrado             |
| II       | 1902      | Tomás Peñalba                 | Salvador Seguí             | José Manuel Pekín Miguel Bayona (tándem) | Barcelona                |
| III      | 1903      | Ricardo Peris                 | Tomás Peñalba              | Julio Álvarez                            | Madrid                   |
| IV       | 1904      | Tomás Peñalba                 | Ricardo Peris              | Julio Álvarez                            | Valencia                 |
| V        | 1905      | Pablo Pujol                   | José Pérez                 | Tomás Peñalba                            | Tarragona                |
| VI       | 1906      | Luis Amunátegui               | Juan Adrián Campesinos     | Domingo Álvarez                          | Madrid                   |
| VII      | 1907      | Luis Amunátegui               | Tomás San Salvador         | Marcelino Cuesta                         | Bilbao                   |
| VIII     | 1908      | Vicente Blanco                | Esteban Espinosa           | Marcelino Cuesta                         | Gijón                    |
| IX       | 1909      | Vicente Blanco                | José Pérez                 | Otilio Borrás                            | Valencia                 |
| X        | 1910      | José Magdalena                | Otilio Borrás              | Jaime Durán                              | Barcelona                |
| XI       | 1911      | Jaime Durán                   | Lázaro Villada             | Sebastià Masdeu                          | Madrid                   |
| XII      | 1912      | José Magdalena                | Joaquín Martí              | Antonio Crespo                           | Barcelona                |
| XIII     | 1913      | Juan Martí                    | Lorenzo Oca                | Joaquín Larrañaga                        | Vitoria                  |
| XIV      | 1914      | Óscar Leblanc                 | Antonio Crespo             | José Magdalena                           | Madrid                   |
| XV       | 1915      | Simón Febrer                  | Juan Zumalde               | José Magdalena                           | Bilbao                   |
| XVI      | 1916      | José Manchón                  | Óscar Leblanc              | José Magdalena                           | Barcelona                |
| XVII     | 1917      | Lázaro Villada                | Óscar Leblanc              | José Manchón                             | Madrid                   |
| XVIII    | 1918      | Simón Febrer                  | Juan Martínez              | Miguel Colchón                           | Sevilla                  |
| XIX      | 1919      | Jaime Janer                   | Juan Martínez              | Guillermo Antón                          | Santander                |
| XX       | 1920      | Miguel Bover                  | Jaime Janer                | José Saura                               | Barcelona                |
| XXI      | 1921      | Ramón Valentín                | Miguel García              | Guillermo Antón                          | Madrid                   |
| XXII     | 1922      | José Saura                    | José María Sans            | Miguel García                            | Barcelona                |
| XXIII    | 1923      | Jaime Janer                   | Telmo García               | Miguel Mucio                             | Figueras                 |
| XXIV     | 1924      | Juan Bautista Llorens         | Telmo García               | Teodoro Monteys                          | Bilbao                   |
| XXV      | 1925      | Ricardo Montero               | Jaime Janer                | Telmo García                             | San Sebastián            |
| XXVI     | 1926      | José Saura                    | Juan Bautista Llorens      | Ricardo Montero                          | Sevilla                  |
| XXVII    | 1927      | Miguel Mucio                  | Telmo García               | Francisco Cepeda                         | Barcelona                |
| XXVIII   | 1928      | Telmo García                  | Eduardo Fernández          | José María Sans                          | Madrid                   |
| XXIX     | 1929      | Luciano Montero               | José María Sans            | Sebastián Aguilar                        | San Sebastián            |
| XXX      | 1930      | Mariano Cañardo               | Luciano Montero            | José María Sans                          | Barcelona                |
| XXXI     | 1931      | Mariano Cañardo               | Antonio Escuriet           | José Nicolau                             | Madrid                   |
| XXXII    | 1932      | Luciano Montero               | Mariano Cañardo            | Salvador Cardona                         | San Sebastián            |
| XXXIII   | 1933      | Mariano Cañardo               | Luciano Montero            | Vicente Bachero                          | Barcelona                |
| XXXIV    | 1934      | Luciano Montero               | Mariano Cañardo            | Salvador Cardona                         | Madrid                   |
| XXXV     | 1935      | Salvador Cardona              | Mariano Cañardo            | Luciano Montero                          | Valencia                 |
| XXXVI    | 1936      | Mariano Cañardo               | Luciano Montero            | Mariano Gascón                           | Palma de Mallorca        |
| --       | 1937      | No celebrado                  | No celebrado               | No celebrado                             | No celebrado             |
| XXXVII   | 1938      | Fermín Trueba                 | Francisco Goenaga          | Francisco Aresti                         | Bilbao                   |
| XXXVIII  | 1939      | Fco. Antonio Andrés Sancho    | Mariano Cañardo            | Vicente Trueba                           | Santander                |
| XXXIX    | 1940      | Federico Ezquerra             | Diego Cháfer               | Mariano Cañardo                          | Madrid                   |
| XL       | 1941      | Fco. Antonio Andrés Sancho    | Antonio Martín             | Julián Berrendero                        | Madrid                   |
| XLI      | 1942      | Julián Berrendero             | Fco. Ant. Andrés Sancho    | Diego Cháfer                             | Madrid                   |
| XLII     | 1943      | Julián Berrendero             | José Bejerano              | Antonio Martín                           | Madrid                   |
| XLIII    | 1944      | Julián Berrendero             | Antonio Martín             | Vicente Carretero                        | Madrid                   |
| XLIV     | 1945      | Juan Gimeno                   | Joaquín Olmos              | Delio Rodríguez                          | Madrid                   |
| XLV      | 1946      | Bernardo Ruiz                 | Fco. Antonio Andrés Sancho | Bernardo Capó                            | Madrid                   |
| XLVI     | 1947      | Bernardo Capó                 | Bernardo Ruiz              | Miguel Gual                              | Madrid                   |
| XLVII    | 1948      | Bernardo Ruiz                 | Antonio Gelabert           | Julián Berrendero                        | Madrid                   |
| XLVIII   | 1949      | José Serra                    | Bernardo Capó              | Julián Berrendero                        | Madrid                   |
| XLIX     | 1950      | Antonio Gelabert              | Bernardo Ruiz              | José Vidal Porcar                        | Barcelona-Bilbao-Madrid  |
| L        | 1951      | Bernardo Ruiz                 | Andrés Trobat              | Victorio García                          | Barcelona-Zamora-Madrid  |
| LI       | 1952      | Andrés Trobat                 | José Mateo                 | Cosme Barrutia                           | Avilés                   |
| LII      | 1953      | Francisco Masip               | Andrés Trobat              | Francisco Alomar                         | Barcelona                |
| LIII     | 1954      | Emilio Rodríguez              | Bernardo Ruiz              | Francisco Alomar                         | Madrid                   |
| LIV      | 1955      | Antonio Gelabert              | José Escolano              | José Serra                               | Barcelona                |
| LV       | 1956      | Antonio Ferraz                | Bernardo Ruiz              | Francisco Masip                          | Vergara                  |
| LVI      | 1957      | Antonio Ferraz                | René Marigil               | Antonio Jiménez Quiles                   | Durango                  |
| LVII     | 1958      | Federico Martín Bahamontes    | Salvador Botella           | Jesús Loroño                             | Madrid                   |
| LVIII    | 1959      | Antonio Suárez                | Federico Martín Bahamontes | Jesús Galdeano                           | Madrid                   |
| LIX      | 1960      | Antonio Suárez                | Jesús Loroño               | Fernando Manzaneque                      | Madrid                   |
| LX       | 1961      | Antonio Suárez                | Jesús Loroño               | Federico Martín Bahamontes               | Madrid                   |
| LXI      | 1962      | Luis Otaño                    | José Pérez Francés         | Manuel Martín Piñera                     | Zaragoza                 |
| LXII     | 1963      | José Pérez Francés            | Miguel Pacheco             | Fernando Manzaneque                      | Estella                  |
| LXIII    | 1964      | Julio Jiménez                 | José Luis Talamillo        | Luis Otaño                               | Bilbao                   |
| LXIV     | 1965      | Antonio Gómez del Moral       | José Antonio Momeñe        | Gabriel Mas                              | Palma de Mallorca        |
| LXV      | 1966      | Luis Otaño                    | Carlos Echeverría          | Ginés García                             | Alfafar                  |
| LXVI     | 1967      | Luis Pedro Santamarina        | Carlos Echeverría          | Ginés García                             | Sabadell                 |
| LXVII    | 1968      | Luis Ocaña                    | Antonio Gómez del Moral    | Jesús Aranzabal                          | Munguía                  |
| LXVIII   | 1969      | Ramón Sáez                    | José Pérez Francés         | José Antonio Momeñe                      | Ampuero                  |
| LXIX     | 1970      | José Antonio González Linares | Jesús Aranzabal            | Nemesio Jiménez                          | El Tiemblo               |
| LXX      | 1971      | Eduardo Castelló              | Andrés Gandarias           | Domingo Perurena                         | Barcelona                |
| LXXI     | 1972      | Luis Ocaña                    | Domingo Perurena           | Agustín Tamames                          | Segovia                  |
| LXXII    | 1973      | Domingo Perurena              | José Luis Abilleira        | Juan Zurano                              | Barcelona                |
| LXXIII   | 1974      | Vicente López Carril          | Manuel Esparza             | Antonio Menéndez                         | Mieres                   |
| LXXIV    | 1975      | Domingo Perurena              | Javier Elorriaga           | Jaime Huélamo                            | Torrejón de Ardoz        |
| LXXV     | 1976      | Agustín Tamames               | Miguel María Lasa          | José Luis Viejo                          | Estella                  |
| LXXVI    | 1977      | Manuel Esparza                | José Nazábal               | Jordi Fortià                             | Sabadell                 |
| LXXVII   | 1978      | Enrique Martínez Heredia      | Luis Alberto Ordiales      | Antonio Menéndez                         | Caboalles de Abajo       |
| LXXVIII  | 1979      | Faustino Rupérez              | Miguel María Lasa          | Vacante por descalificación              | Murcia                   |
| LXXIX    | 1980      | Juan Fernández                | Miguel María Lasa          | Javier Elorriaga                         | Ampuero                  |
| LXXX     | 1981      | Eulalio García                | Enrique Martínez Heredia   | Juan Fernández                           | Salamanca                |
| LXXXI    | 1982      | José Luis Laguía              | Eulalio García             | Federico Echave                          | Torrejón de Ardoz        |
| LXXXII   | 1983      | Carlos Hernández              | Alfonso Gutiérrez          | Antonio Coll                             | Avilés                   |
| LXXXIII  | 1984      | Jesús Ignacio Ibáñez Loyo     | Celestino Prieto           | Eduardo Chozas                           | Barcelona                |
| LXXXIV   | 1985      | José Luis Navarro             | Pello Ruiz Cabestany       | Javier Castellar                         | Valladolid               |
| LXXXV    | 1986      | Alfonso Gutiérrez             | Ricardo Martínez           | Manuel Jorge Domínguez                   | Mondragón                |
| LXXXVI   | 1987      | Juan Carlos González Salvador | Alfonso Gutiérrez          | Manuel Jorge Domínguez                   | Vera de Bidasoa          |
| LXXXVII  | 1988      | Juan Fernández                | Manuel Jorge Domínguez     | Jokin Mujika                             | Puenteareas              |
| LXXXVIII | 1989      | Carlos Hernández              | Jesús Suárez Cuevas        | Casimiro Moreda                          | Mazarrón                 |
| LXXXIX   | 1990      | Laudelino Cubino              | Francisco Javier Mauleón   | Miguel Indurain                          | Vitoria                  |
| XC       | 1991      | Juan Carlos González Salvador | José Luis Rodríguez García | Manuel Jorge Domínguez                   | Santander                |
| XCI      | 1992      | Miguel Indurain               | Jon Unzaga                 | Carlos Hernández                         | Oviedo                   |
| XCII     | 1993      | Ignacio García Camacho        | Miguel Indurain            | Fernando Escartín                        | Vigo                     |
| XCIII    | 1994      | Abraham Olano                 | Ángel Edo                  | Melchor Mauri                            | Sabiñánigo               |
| XCIV     | 1995      | Jesús Montoya                 | José María Jiménez         | Vicente Aparicio                         | Segovia                  |
| XCV      | 1996      | Manuel Fernández Ginés        | Abraham Olano              | Fernando Escartín                        | Sabiñánigo               |
| XCVI     | 1997      | José María Jiménez            | César Solaun               | David Etxebarría                         | Melilla                  |
| XCVII    | 1998      | Ángel Casero                  | Juan Carlos Domínguez      | Óscar Freire                             | Jerez de la Frontera     |
| XCVIII   | 1999      | Ángel Casero                  | Roberto Heras              | Joseba Beloki                            | Córdoba                  |
| XCIX     | 2000      | Álvaro González de Galdeano   | Francisco Cerezo           | Ángel Edo                                | Murcia                   |
| C        | 2001      | José Iván Gutiérrez           | Santiago Blanco            | Aitor Garmendia                          | León                     |
| CI       | 2002      | Juan Carlos Guillamón         | Abraham Olano              | Miguel Ángel Martín Perdiguero           | Salamanca                |
| CII      | 2003      | Rubén Plaza                   | Rafael Casero              | Benjamín Noval                           | Alcobendas               |
| CIII     | 2004      | Francisco Mancebo             | Alejandro Valverde         | Paco Lara                                | Cantabria                |
| CIV      | 2005      | Juan Manuel Gárate            | Francisco Mancebo          | Jordi Berenguer                          | Murcia                   |
| CV       | 2006      | Suspendido                    |                            |                                          | Móstoles                 |
| CVI      | 2007      | Joaquim Rodríguez             | Alejandro Valverde         | Eladio Jiménez                           | Cuenca                   |
| CVII     | 2008      | Alejandro Valverde            | Óscar Sevilla              | Óscar Pereiro                            | Talavera de la Reina     |
| CVIII    | 2009      | Rubén Plaza                   | Constantino Zaballa        | Alejandro Valverde                       | Cantabria                |
| CIX      | 2010      | José Iván Gutiérrez           | Fran Ventoso               | Koldo Fernández de Larrea                | Albacete                 |
| CX       | 2011      | José Joaquín Rojas            | Koldo Fernández de Larrea  | Jesús Herrada                            | Castellón de la Plana    |
| CXI      | 2012      | Fran Ventoso                  | Koldo Fernández de Larrea  | Francisco José Pacheco                   | Salamanca                |
| CXII     | 2013      | Jesús Herrada                 | Ion Izagirre               | Luis León Sánchez                        | Bembibre                 |
| CXIII    | 2014      | Ion Izagirre                  | Alejandro Valverde         | Carlos Barbero                           | Ponferrada               |
| CXIV     | 2015      | Alejandro Valverde            | Carlos Barbero             | Jesús Herrada                            | Cáceres                  |
| CXV      | 2016      | José Joaquín Rojas            | Ángel Vicioso              | Jordi Simón                              | Cocentaina               |
| CXVI     | 2017      | Jesús Herrada                 | Alejandro Valverde         | Ion Izagirre                             | Soria                    |
| CXVII    | 2018      | Gorka Izagirre                | Alejandro Valverde         | Omar Fraile                              | Castellón                |
| CXVIII   | 2019      | Alejandro Valverde            | Luis León Sánchez          | Jesús Herrada                            | Murcia                   |
| CXIX     | 2020      | Luis León Sánchez             | Gorka Izagirre             | Vicente García de Mateos                 | Jaén                     |
| CXX      | 2021      | Omar Fraile                   | Jesús Herrada              | Alex Aranburu                            | La Nucía                 |
| CXXI     | 2022      | Carlos Rodríguez              | Jesús Herrada              | Alex Aranburu                            | Palma                    |
| CXXII    | 2023      | Oier Lazkano                  | Juan Ayuso                 | Alex Aranburu                            | San Lorenzo del Escorial |
| CXXIII   | 2024      | Alex Aranburu                 | Oier Lazkano               | Jesús Herrada                            | San Lorenzo del Escorial |
| CXXIV    | 2025      | Iván Romeo                    | Fernando Barceló           | Roger Adrià                              | Granada                  |

#### Sub-23
| Año  | Ganador                  | Segundo                 | Tercero                  |
| ---- | ------------------------ | ----------------------- | ------------------------ |
| 1996 | Javier Otxoa             | Juan Carlos Guillamón   | Francisco Mancebo        |
| 1997 | Francisco Tomás García   | Aitor Kintana           | Jorge Ferrio             |
| 1998 | Luis Murcia              | Antonio Núñez           | Marc Prat                |
| 1999 | Patxi Ugarte             | Jesús Manzano           | Samuel Sánchez           |
| 2000 | David Arroyo             | Xavier Tondo            | Miguel Martínez Giraldez |
| 2001 | Alejandro Valverde       | Israel Núñez            | Javier Lindez            |
| 2002 | Unai Elorriaga Zubiaur   | Francisco Gutiérrez     | Francisco Ventoso        |
| 2003 | Isaac Escola             | Pedro Castillo          | Silvestre Callau         |
| 2004 | Joseba Agirrezabala      | José Luis Carrasco      | Igor Antón               |
| 2005 | Javier Moreno            | Francisco José González | Juan Carlos Fernández    |
| 2006 | José David Aguilera      | Luis Enrique Puertas    | Serafín Martínez         |
| 2007 | Carlos Delgado           | Esteban Plaza           | José Carlos López        |
| 2008 | David Gutierrez Palacios | Andrés Vigil            | Ion Izagirre             |
| 2009 | Pedro Merino             | Airán Fernández         | Higinio Fernández        |
| 2010 | Albert Torres            | Francisco García        | David Serrano            |
| 2011 | Román Osuna              | Víctor Martín           | Haritz Orbe              |
| 2012 | Ramón Domene             | Cristobal Sánchez       | Ibai Salas               |
| 2013 | Mario González Salas     | Beñat Txoperena         | Óscar Hernández          |
| 2014 | Gonzalo Andrés           | Francisco García Rus    | Carlos Antón Jiménez     |
| 2015 | Jaime Rosón              | Xavier Pastallé         | Óscar Pelegrí            |
| 2016 | Óscar Pelegrí            | Jon Irisarri            | Juanjo Agüero            |
| 2017 | Isaac Cantón             | Álvaro Cuadros          | Diego Pablo Sevilla      |
| 2018 | Íñigo Elosegui           | Carmelo Urbano          | Gabriel Pons             |
| 2019 | Carmelo Urbano           | Arturo Grávalos         | Oier Ibarguren           |
| 2020 | Javier Romo              | Jokin Murguialday       | Eduardo Pérez-Landaluce  |
| 2021 | Iván Cobo                | Marcel Camprubi         | Unai Iribar              |
| 2022 | Joseba López             | José Marín              | Abel Balderstone         |
| 2023 | Unai Aznar               | Josep Tomás             | Fran Muñoz               |
| 2024 | Hugo de la Calle         | César Pérez López       | Martín Rey               |

### Competiciones femeninas
| Año  | Ganadora              | Segunda                  | Tercera                |
| ---- | --------------------- | ------------------------ | ---------------------- |
| 1979 | Mercedes Ateca        | Blanca Gil               | María Victoria Fustero |
| 1980 | Mercedes Ateca        | Antonia Quintanal        | Ana Fernández          |
| 1981 | Mercedes Ateca        | Milagros Tugores         | Margarita Gormals      |
| 1982 | Carolina Sagarmendi   | Margarita Gormals        | Margarita Rico         |
| 1983 | Carolina Sagarmendi   | Immaculada de Carlos     | María Quintanal        |
| 1984 | María Luisa Izquierdo | Mercedes Ateca           | Carolina Sagarmendi    |
| 1985 | María Mora            | Magdalena Rigo           | María Luisa Izquierdo  |
| 1986 | Magdalena Rigo        | María Mora               | María José Prada       |
| 1987 | María Luisa Izquierdo | María Mora               | Raquel Aberasturi      |
| 1988 | Immaculada de Carlos  | Consuelo Álvarez         | Josune Gorostidi       |
| 1989 | Consuelo Álvarez      | Josune Gorostidi         | Dori Ruano             |
| 1990 | Conchita Carbayeda    | Raquel Aberasturi        | Belén Cuevas           |
| 1991 | Josune Gorostidi      | Ainhoa Artolazábal       | Conchita Carbayeda     |
| 1992 | Ainhoa Artolazábal    | Conchita Carbayeda       | Belén Cuevas           |
| 1993 | Alicia Amezgaray      | Margarita Fullana        | Joane Somarriba        |
| 1994 | Joane Somarriba       | Fátima Blázquez          | Berta Fernández        |
| 1995 | María José López      | Rosario Corral           | Izaskun Bengoa         |
| 1996 | Izaskun Bengoa        | Dori Ruano               | Joane Somarriba        |
| 1997 | Izaskun Bengoa        | Rosa María Bravo         | Joane Somarriba        |
| 1998 | Rosa María Bravo      | Izaskun Bengoa           | Berta Fernández        |
| 1999 | Margarita Fullana     | Rosa María Bravo         | Dori Ruano             |
| 2000 | Rosa María Bravo      | Marta Vilajosana         | Dori Ruano             |
| 2001 | Dori Ruano            | Anna Ramírez             | María Isabel Moreno    |
| 2002 | Arantzatzu Azpiroz    | Anna Ramírez             | María Mercedes Cagigas |
| 2003 | Eneritz Iturriaga     | Rosa María Bravo         | Joane Somarriba        |
| 2004 | Anna Ramírez          | Fátima Blázquez          | Arantzatzu Azpiroz     |
| 2005 | María Isabel Moreno   | Leticia Gil              | Agurtzane Elorriaga    |
| 2006 | María Isabel Moreno   | Eneritz Iturriaga        | Cristina Alcalde       |
| 2007 | María Isabel Moreno   | Marta Vilajosana         | Arantzatzu Azpiroz     |
| 2008 | Itxaso Leunda         | Fátima Blázquez          | Judit Masdeu           |
| 2009 | Marta Vilajosana      | Belén López              | Leticia Gil            |
| 2010 | Leire Olaberría       | Débora Gálvez            | Rosa María Bravo       |
| 2011 | Rosa María Bravo      | Anna Ramírez             | Silvia Tirado          |
| 2012 | Anna Sanchis          | Anna Ramírez             | Ane Santesteban        |
| 2013 | Ane Santesteban       | Mayalen Noriega          | Lucía González         |
| 2014 | Anna Ramírez          | Irene San Sebastián      | Sheyla Gutiérrez       |
| 2015 | Anna Sanchis          | Ane Santesteban          | Alicia González        |
| 2016 | Mavi García           | Anna Sanchis             | Sheyla Gutiérrez       |
| 2017 | Sheyla Gutiérrez      | Mavi García              | Ane Santesteban        |
| 2018 | Eider Merino          | Gloria Rodríguez Sánchez | Mavi García            |
| 2019 | Lourdes Oyarbide      | Irene Méndez             | Mireia Benito          |
| 2020 | Mavi García           | Ane Santesteban          | Eider Merino           |
| 2021 | Mavi García           | Ane Santesteban          | Sara Martín            |
| 2022 | Mavi García           | Sandra Alonso            | Iurani Blanco          |
| 2023 | Mavi García           | Sara Martín              | Mireia Benito          |
| 2024 | Usoa Ostolaza         | Iurani Blanco            | Mavi García            |
| 2025 | Sara Martín           | Mavi García              | Usoa Ostolaza          |

## Estadísticas

### Más victorias
| Ciclista                      | Victorias | Años                    |
| ----------------------------- | --------- | ----------------------- |
| Mariano Cañardo               | 4         | 1930, 1931, 1933 y 1936 |
| Luciano Montero               | 3         | 1929, 1932 y 1934       |
| Julián Berrendero             | 3         | 1942, 1943 y 1944       |
| Bernardo Ruiz                 | 3         | 1946, 1948 y 1951       |
| Antonio Suárez                | 3         | 1959, 1960 y 1961       |
| Alejandro Valverde            | 3         | 2008, 2015 y 2019       |
| Tomás Peñalba                 | 2         | 1902 y 1904             |
| Luis Amunátegui               | 2         | 1906 y 1907             |
| Vicente Blanco                | 2         | 1908 y 1909             |
| José Magdalena                | 2         | 1910 y 1912             |
| Simón Febrer                  | 2         | 1915 y 1918             |
| Jaime Janer                   | 2         | 1919 y 1923             |
| José Saura                    | 2         | 1922 y 1926             |
| Fco. Antonio Andrés Sancho    | 2         | 1939 y 1941             |
| Antonio Gelabert              | 2         | 1950 y 1955             |
| Antonio Ferraz                | 2         | 1956 y 1957             |
| Luis Otaño                    | 2         | 1962 y 1966             |
| Luis Ocaña                    | 2         | 1968 y 1972             |
| Domingo Perurena              | 2         | 1973 y 1975             |
| Juan Fernández                | 2         | 1980 y 1988             |
| Carlos Hernández              | 2         | 1983 y 1989             |
| Juan Carlos González Salvador | 2         | 1987 y 1991             |
| Ángel Casero                  | 2         | 1998 y 1999             |
| Rubén Plaza                   | 2         | 2003 y 2009             |
| José Iván Gutiérrez           | 2         | 2001 y 2010             |
| José Joaquín Rojas            | 2         | 2011 y 2016             |
| Jesús Herrada                 | 2         | 2013 y 2017             |

| Ciclista              | Victorias | Años                          |
| --------------------- | --------- | ----------------------------- |
| Mavi García           | 5         | 2016, 2020, 2021, 2022 y 2023 |
| Mercedes Ateca        | 3         | 1979, 1980 y 1981             |
| María Isabel Moreno   | 3         | 2005, 2006 y 2007             |
| Rosa María Bravo      | 3         | 1998, 2000 y 2011             |
| Carolina Sagarmendi   | 2         | 1982 y 1983                   |
| María Luisa Izquierdo | 2         | 1984 y 1987                   |
| Izaskun Bengoa        | 2         | 1996 y 1997                   |
| Anna Ramírez          | 2         | 2004 y 2014                   |
| Anna Sanchís          | 2         | 2012 y 2015                   |